# Porte Şchei
La porte Şchei (en roumain : Poarta Şchei) est une porte située à Brașov, en Roumanie, à côté de la porte Catherine. Elle est construite entre 1827 et 1828 afin de laisser passer un trafic accru. La porte Catherine est depuis lors utilisée comme lieu de stockage.
La porte en pierre et brique est construite dans un style classique comme un arc de triomphe à trois ouvertures. L'arc du milieu, plus grand, est conçu pour la circulation de véhicules et les deux arcs périphériques, plus petits et bas, sont dédiés à la circulation piétonne. Les inscriptions latines sur le mur au-dessus des petites arches permettent non seulement de connaître la date de construction, mais elles indiquent également que la porte a été construite après la visite de l'empereur d'Autriche François Ier à Braşov en 1817.

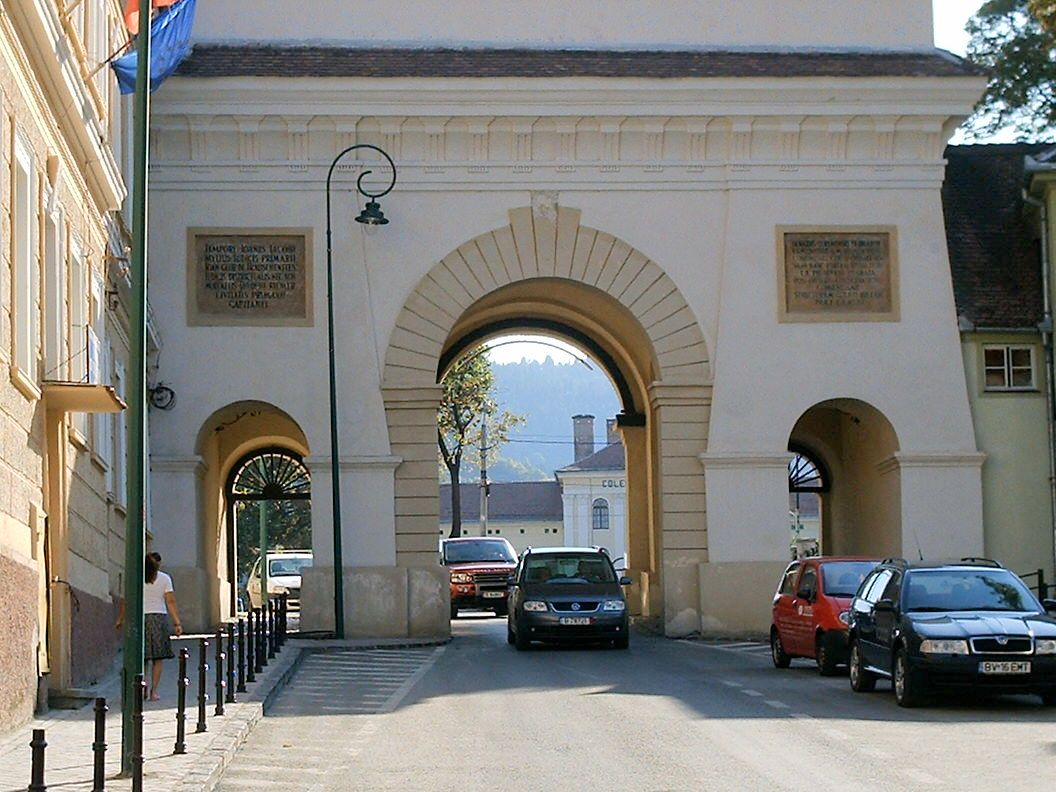
La porte Şchei en 2004.